# دولنو اوینو
دولنو اوینو (به بلغاری: Dolno Uyno) یک منطقهٔ مسکونی در بلغارستان است که در شهرستان کیوستندیل واقع شده‌است.